# アクターズスタジオ北海道
アクターズスタジオ北海道本部（スターゲート校）は、1989年に北海道札幌市に開校された芸能養成スクール。

## 概要
現在、北海道本部校、東京本部校、大阪校の3つがある中、北海道本部がアクターズスタジオの立ち上げとなった最初のスクール。1988年2月1日創立、1989年10月1日設立。
在籍するスクール生の中でユニットを組み、ライブイベントに数多く出演。地元イベントへの出演以外にも、毎年3月と9月の計2回、全国のアクターズスタジオから選抜された出演者によるオーディションライブ【RED LIVE】を開催。東京のプロダクション関係者・キャスティング担当者が視察に訪れる。
かつては金沢校、徳島校、長野校、富山校、前橋校があったが現在は金沢校を中心とした独立したグループとなっている。

## 特色
ボイストレーニングルーム、Aスタジオ（83.25m2）、Bスタジオ（25m2）、キッチン、シャワールームを完備。2つのスタジオを使って定期LIVEを行う。
創設当時からレッスンだけに重きをおかず、練習後にパーティーを多く開くことが多い。技術だけだはなくメンタル面の強化、卒業してから何ができるかを考えさせるために自炊をさせ、集団生活、団結力の大切さも教える。
卒業後、東京事務所でユニットを組む場合、リーダーを任される事が高いのも特徴の1つ。
年間で発表する場が多い。1月にミュージカル公演、3月と9月にオーディションライブ【RED LIVE】、12月にクリスマスLIVE、その他に毎月2回スタジオLIVE。

## 沿革
- 1988年2月1日 - 創立
- 1989年10月1日 - 設立
- 1996年 - スタジオが札幌市東区に移転
- 2011年 - 全国のアクターズスタジオから選抜された出演者によるオーディションライブ【RED LIVE】（一般公開）を開催。その後、年2回開催
- 2012年 - スタジオが札幌市中央区に転居
- 2012年 - 自社スタジオによる定期LIVE（一般公開）をスタート。その後、月2回開催

## 事業内容
- イベントプロデュース、イベント企画
  - 販売促進企画制作
  - テレビ・ラジオ、その他広告媒体管理
- セールスプロモーション
  - 商品開発、各販売促進実施
  - RC飛行船、キャラクターショー、司会
  - マスコットガール、博覧会コンパニオン
- キャスティング
  - 放送番組、ロケ制作協力、コーディネート
  - ビデオ撮影企画制作、ロケーションハンティング
  - タレント、モデル、俳優、声優、各種エキストラ
- ファッションショー
  - ブライダル、和装、洋装、宝石、毛皮
  - 各種ファッションショーモデル

## レッスンカリュキラム
- ボイス
- ステージ
- スチール
- ジャズダンス
- タップダンス
- DJ・パーソナリティー
- パフォーマンス
- ウォーキング
- ヒップホップ
- ムービー
- バレエ

## ユニット
- まばたき（湊林檎、水無瀬叶和） - テレビ朝日主催愛踊祭2019にて全国優勝[1]。愛踊祭2018にて北海道エリア代表。ベストオーディエンス賞、エリアテレビ局賞を受賞[2]

過去ユニット
- japs（栃山剛・西島隆弘・松島洋平・北村和也・矢島博明）
- TEARDROPS（八木アリサ ほか）

## 出身者
五十音順
- 青柳塁斗（俳優）[3]
- アサヒ（Little Glee Monster)[3]
- 猪子れいあ（ラストアイドル）[3]
- 大隅勇太（xox）
- 大政絢（俳優）[4]
- 緒方龍一（元w-inds.）[3][5]
- 川上ジュリア（元JURIAN BEAT CRISIS）[3]
- 工藤大輝（Da-iCE）[3][6]
- 小玉梨々華（わーすた）[3]
- 坂口侑也（White Explosion）
- 佐藤友祐（lol-エルオーエル-)[3][7]
- 杉浦加奈（元モデル）[3]
- SWAY（DOBERMAN INFINITY）
- 千葉涼平（w-inds.）[3][5]
- CHIHIRO（LOVERSSOUL）[3]
- 辻憲斗（男劇団 青山表参道X）
- 徳田公華（俳優）[3]
- 西島隆弘（AAA）[3][8]
- 西村笑花（モデル・ダンサー）[3]
- 野水伊織（声優）[3]
- 畠山智妃（タレント、元SDN48）[9]
- 春山利樹（レーサー）[10]
- 平間壮一（俳優）[3]
- 福本有希（PrizmaX)[3]
- 三浦拓也（White Explosion）
- 水沢めい（アフィリア・サーガ・イースト）[3]
- 三好絵梨香（元美勇伝）[11]
- 山下彩耶（夢みるアドレセンス）
- 八木アリサ（モデル）[3][12]
- 唯月ふうか（ミュージカル女優）[3]
- YOSHI（マジシャン、タレント、MC）
- 吉田凜音（歌手）[3][13]
- 横山奈央（元サッポロ Snow♥Loveits）(現、豆柴の大群ナオ・オブ・ナオ) [3]
- 和島あみ（歌手）

## 取引先プロダクション・レコード会社
五十音順
- アップフロントエージェンシー
- アミューズ
- インセント
- エイベックス
- LDH
- オスカープロモーション
- 研音
- スターダストプロモーション
- ソニーミュージックアーティスツ
- ソニーミュージックレコード
- つばさエンターテイメント
- ニュートリノ
- ポニーキャニオン
- ホリプロ
- ライジングプロダクション
- レプロエンタテインメント
- ワタナベエンターテインメント